# Linothele cousini
Linothele cousini är en spindelart som först beskrevs av Simon 1889.  Linothele cousini ingår i släktet Linothele och familjen Dipluridae.
Artens utbredningsområde är Ecuador. Inga underarter finns listade i Catalogue of Life.